# Fran Allison
Fran Allison (ur. 20 listopada 1907 zm. 13 czerwca 1989) – amerykańska aktorka filmowa.

## Filmografia
- 1967: Przeklęci Yankessi! jako Meg Boyd

## Wyróżnienia
Posiada swoją gwiazdę na Hollywoodzkiej Alei Gwiazd.